# Puch Maxi
Puch Maxi er en knallert, der blev lanceret af den østrigske virksomhed Puch i 1968, og blev populær i Danmark med omkring 200.000 solgte eksemplarer.

## Grundlæggende Historie
Puch Maxi blev gennem 1970erne og 1980erne fremstillet af Puch, beliggende i Graz, Østrig, og blev kendt for sin pålidelighed, lette vedligeholdelse og gode brændstoføkonomi.
I slutningen af 1980erne blev virksomheden presset i bund af konkurrencen med andre, og i 1987 førte en massiv omstrukturering af virksomheden til ophøret med produktionen af tohjulede motorkøretøjer.
Dette skete blandt andet på baggrund af Puch fabrikken i Graz, Østrig, som brændte et sted mellem 1986 og 1987
Blandt andet blev mærket varemærket “Puch" til cykler solgt til Dansk Supermarked (i dag Salling Group).[kilde mangler]
Firmaet Puch blev i 1987 solgt til Piaggio, producenten af Vespa, der overtog produktionen af knallerter under navnet Puch. Efter salget lavede Piaggio deres egne modeller fra omkring året 1988 til 1992, heriblandt; Puch (Maxi) P1, Puch (Maxi) P1L og Puch (Maxi) P1XL, hvorefter virksomheden outsourcede produktionen til Hero MotoCorp i Indien.

## Historie i Danmark
Puch Maxi blev for første gang fremstillet da Puch var en del af konglomeratet Steyr-Daimler-Puch i 1968 og blev introduceret på det danske marked i 1969.. Den første Puch Maxi, der kom til Danmark, var med pedaler, også kendt som Puch Maxi P (Puch Maxi Pedal). Den førnævnte model til det danske marked var bygget op på et stivstel, med en første generation E50 motor, kendt som "pandekagemotoren" herhjemme, i enten farven rød eller grøn. Knallerten havde cykelstyr, og forlygten var fra Aprillia, og var monteret på toppladen, frem for en lygteholder som sidenhen blev tilføjet. Knallerten havde 2 skærme, for og bagskærm, som kunne skiftes, hvor der på senere modeller blev lavet en integreret bagskærm i stellet. Knallerten var udstyret med pedaler til opstart af knallerten. Den første generation af PuchMaxi i Danmark havde aluminiums bremseplader både for og bag, hvor de året efter kom med en stålbremseplade på baghjulet. Derudover havde den første version også alufælge med vulst produceret af Weimann. Sædet mindede også i årgang 1969 meget mere om et cykelsæde end det der kom et par år efter, som lignede mere et konventionelt 1-mands sæde til 2 hjulede motoriserede køretøjer. Senere hen blev Aprillia forlygten skiftet ud med en produceret af Puch (Niox), baglygten blev udskiftet til en lille firkantet model frem for en aflang rund, senere hen en stor(ULO), forgaflen blev lavet om både mht. topplade, men også lygteholdere, horn monteringsbeslag, refleks beslag, mv.
Modellen efter var Puch Maxi 2, en 2 gearet model, bygget på det nye, forstærkede stel, med integreret bagskærm, bagsvinger, og støddæmpere i bag. Man kunne på daværende tidspunkt vælge mellem farverne; violet og grøn, senere hen, efter at piaggio overtog, kunne man vælge mellem metallic blå-grøn eller metallic rød. Knallerten var udstyret med den nye Z50 motor og havde håndgears skifte. Modellen kom først med 80mm baghjulsnav, og 2 små firkantede lygter, én til bremselys, og én til baglyset. Senere hen opgraderet til 100mm nav i bag, og en stor baglygte med plads til 2 pærer.
Den næste i rækken blev lanceret i 1974, Puch Maxi K (Puch Maxi Kickstart). med den kom der lygteholdere i forgaflen, samt en forbedret version af motoren, både til pedaludførslen, men også til kickstarterudførslen. Den forbedrede motor gjorde det muligt at justere koblingen uden at skille hele motoren ad, så man blot kunne pille et koblingsdæksel af.
I 1976 kom det nye styr, som var overgangen fra cykelstyr til et højere, mere komfortabelt styr, dermed kom den nye baglygte "stor model" med både almindeligt lys, stoplys, og integreret nummerpladebelysning (brugt primært i udlandet).
Året efter (1977), blev der lanceret 2 nye modeller; Puch Maxi KL (Kickstart Luksus) I farven sølv med røde stafferinger, og Puch Maxi KSL, i farven rødbronze (Kickstart "Super" Luksus) (Knallerten var en jubilæums model og blev kun udbudt i 1977). Dette var begge versioner bygget på den nye platform, med støddæmpere og integreret bagskærm, samme som Puch Maxi 2, dog monteret med den 1 gearede E50 motor, samt enten 80mm nav med håndbremse, eller fodbremse på KSL'eren. Derudover kom der nye baglygte, med plads til baglys og bremselys i en lygte. Der blev også lanceret en stanglås til i bag i 1977, som sikrede yderlige sikkerhed for knallertisten, som skulle låse sin knallert.
I starten af 1982 kom der et skifte i farven på skjolde og andet plast, de gik fra grå til sorte, samt en masse nye farvekombinationer til de forskellige Puch Maxi'er.
I 1984 blev der introduceret en forgaffel med huller til reflekser.

## Fornyet interesse
Den fiktive person Polle fra Snave kørte i populære Sonofon-reklamefilm i starten af 2001 og i folkekomedien Polle Fiction fra 2002 på en Puch Maxi med en grøn mælkekasse fra Arla, hvilket skabte fornyet interesse for knallerten, og der blev oprettet klubber i Danmark for Puch Maxi'en.

## Modeller solgt på det danske marked
- Puch Maxi Pedal
- Puch Maxi 2 Gears
- Puch Maxi Kickstart
- Puch Maxi Kickstart Luksus
- Puch Maxi KSL (1977 Jubilæums model)
- Puch Mini Maxi
- Puch Maxi II Plus
- Puch P1
- Puch P1L
- Puch P1XL